# Rusové
Rusové (rusky русские, russkije), zastarale též Velkorusové (v kontrastu s Malorusy/Ukrajinci a Bělorusy), jsou východoslovanský národ původem z evropské části Ruska; výraz etničtí Rusové (rusky Russkije) se používá pro jejich odlišení od ostatních občanů Ruska (Rossijaně) jiné národnosti či etnika. Jsou nejpočetnějším národem v Evropě. Většina etnických Rusů žije v Ruské federaci, ale významné menšiny žijí i v bývalých sovětských republikách jako Bělorusko, Kazachstán, Moldavsko, Ukrajina a Pobaltí. Velká ruská diaspora se rozšířila po celém světě s významnými počty ve Spojených státech, Německu, Brazílii a Kanadě. Původním jazykem etnických Rusů je ruština, ale rusofoni (rusky mluvící) jsou díky historické roli Ruska (Ruské říše, Sovětský svaz) a rusifikaci i mezi jinými národy. Historicky jsou pravoslavnými křesťany užívajícími liturgickou slovanštinu.
Rusové svůj kulturně-historický původ, stejně jako Bělorusové a Ukrajinci, odvozují od raně středověké Kyjevské Rusi. Název Rus označoval její původem skandinávskou vládnoucí vrstvu a pak i jimi ovládané, převážně slovanské území. Ve středověku byli obyvatelé ruského státu nazýváni Moskovité podle hlavního města Moskvy. Jako Rusové se začínají identifikovat od 16. století, kdy dochází ke sjednocení všech drobných knížectví s Moskvou a její vládci si se vzrůstající mocí nárokují titul car vší Rusi. Jako moderní národ se Rusové profilují v 19. století, v oblasti literatury a jazyka je důležité dílo básníka Puškina.
Podle sčítání lidu v roce 2010 tvoří etničtí Rusové největší ze 194 etnických skupin žijících v Rusku. Asi 80,9 % (111 016 896 obyvatel) populace se dobrovolně identifikovalo jako etničtí Rusové. Ústava prohlašuje Rusko za mnohonárodnostní stát a nazývá „mnohonárodnostní obyvatele Ruska“ jako suverénní národ (tj. ne etnické Rusy, oficiálně není Rusko národním státem). Počet etnických Rusů žijících mimo Ruskou federaci se odhaduje zhruba na 20 až 30 milionů lidí.

## Etymologie
Do češtiny se jako „Rusové“ běžně překládají dvě slova. Jedním z nich je „русские“ (russkije) – „etničtí Rusové“. Dalším je „россияне“ (rossijaně), což znamená „občané Ruska“. První slovo se týká etnických Rusů, bez ohledu na to, ve které zemi žijí nebo zda mají ruské občanství. Za určitých okolností se může nebo nemusí vztahovat na členy jiných rusky mluvících etnických skupin z Ruska nebo zemí bývalého Sovětského svazu. Druhé slovo se vztahuje na všechny lidi, kteří mají ruské občanství bez ohledu na jejich národnost a nezahrnuje etnické Rusy žijící mimo Rusko. Překlady do jiných jazyků tyto dvě skupiny často nerozlišují.
Název národa Rusů pochází z názvu středověkých předků Rusů, Ukrajinců a Bělorusů, tedy Rusů (s největší pravděpodobností Varjagů), podle tvrzení autora Pověsti dávných let, viz normanská teorie. Podle nejrozšířenější teorie je jméno Rus, stejně jako finské jméno pro Švédsko (Ruotsi), odvozeno ze staroseverského termínu pro „muže, kteří veslují“, protože veslování bylo hlavním způsobem plavby na východoevropských řekách. Mohlo by být spojeno se švédskou pobřežní oblastí Roslagen nebo Roden, jak byla známa v dřívějších dobách. Jméno Rus by mělo mít stejný původ jako finské a estonské jméno pro Švédsko: Ruotsi a Rootsi. Ačkoli ruskou historii a kulturu formovali také Germáni jako Vikingové, existuje i alternativní, tzv. antinormanská hypotéza, podle níž je jméno Rus odvozeno od protoslovanského * rud-s-ь (z * rъd - / * rud -/* rуd-kořen), spojené s rudou barvou (vlasů) nebo z indoíránského (rux / rox – „světlý“, „jasný“).
Až do revoluce v roce 1917 ruské úřady nikdy výslovně nenazývaly obyvatele jako „Rusy“, ale místo nich je označovali jako „Velkorusy“, součást „Rusů“ (všech východních Slovanů). Podle jiných zdrojů se Rusové jmenují podle slova říše, viz Kyjevská Rus.

## Dějiny

### Původ

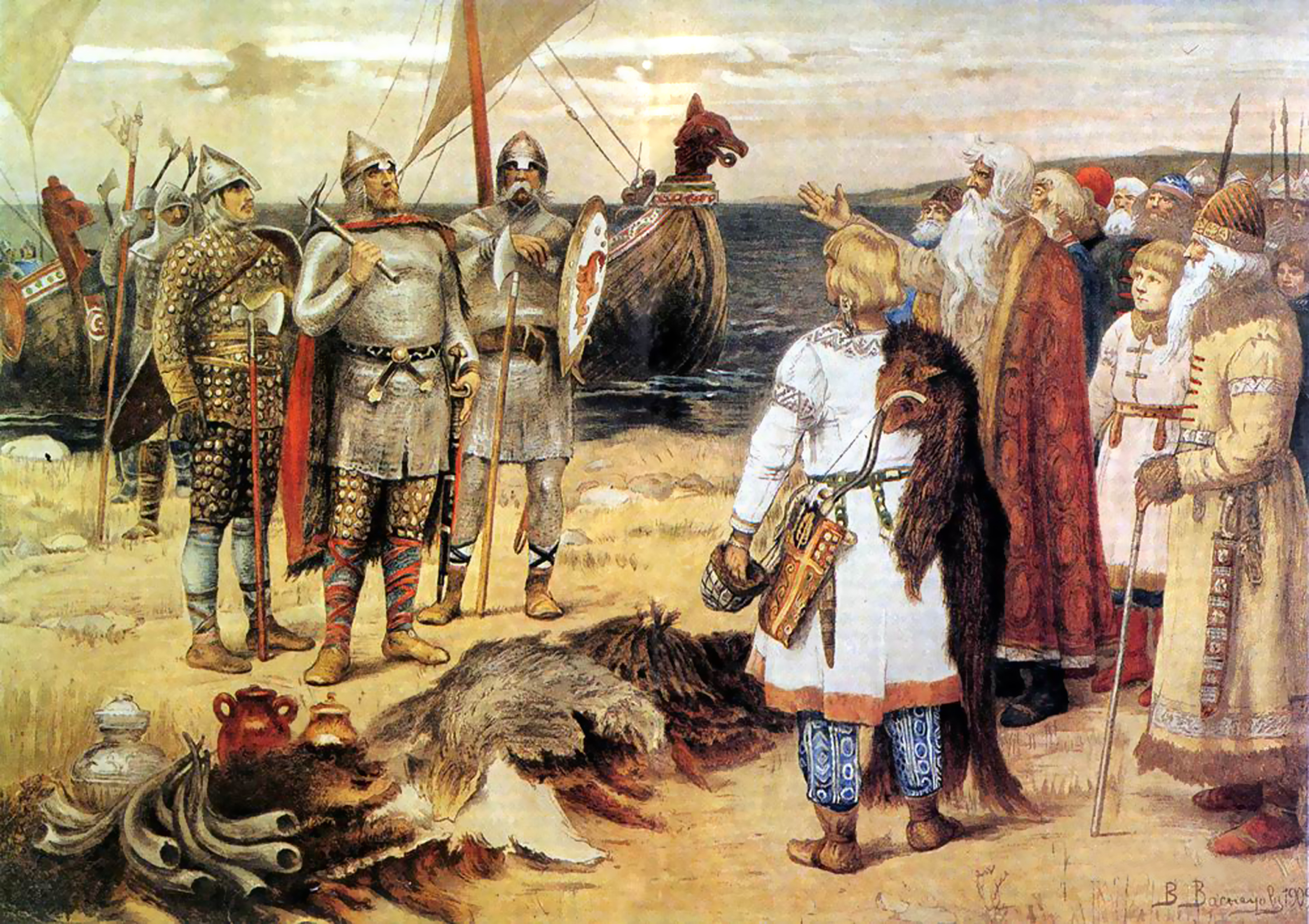
Slované vítají Varjagy (Rusy)

Etnogeneze Rusů je spojena především s dvěma skupinami východoslovanských kmenů: severní a jižní. Mezi ně patřili Kriviči, Ilmenští Slované, Radimiči, Vjatiči a Severjané. Genetické studie ukazují, že moderní Rusové se výrazně neliší od Bělorusů a Ukrajinců. Někteří etnografové, jako je Dmitrij Konstantinovič Zelenin, prohlašují, že Rusové jako takoví jsou více podobní Bělorusům a Ukrajincům než jižní Rusové severním Rusům mezi sebou. Rusové ze severu evropské části Ruska sdílejí mírné genetické podobnosti s finskými národy, které byly Slovany částečně asimilovány, když Slované migrovali na severovýchod. Mezi tyto finské národy patřili Merjové, Muromové a Vepsové.
Území Ruska bylo osídleno od 2. tisíciletí před naším letopočtem indoevropskými, uralo-altajskými a různými dalšími národy; nicméně není o nich mnoho známo. Do evropské části Ruska zasahovala indoevropská kultura se šňůrovou keramikou, která může stát za rozšířením protobaltoslovanských a protogermánských indoevropských jazyků. Slované pochází ze západní části Ruska. Mimo archeologické pozůstatky je obecně o předcích Rusů před rokem 859 n. l., kdy začíná své záznamy Pověst dávných let, málo známo. Předpokládá se, že zhruba v roce 600 n. l. se Slované lingvisticky rozdělili na jižní, západní a východní větev.
Východní větev se usadila mezi řekami jižní Bug a Dněpr na území dnešní Ukrajiny; od 1. století našeho letopočtu až téměř po přelom tisíciletí se rozprostřeli na sever do oblasti Baltského moře a vytvořili slovanské kmeny Dregovičů, Radimičů a Vjatičů na baltském substrátu. Vyvinuli si některé změněné jazykové funkce, jako je například samohlásková redukce. Později se z této etnolingvistické skupiny nebo rodiny vynořili Bělorusové a Jižní Rusové. První zmínky o Rusech pocházejí z Pověsti dávných let napsané v 12. století na základě původního letopisu z 11. století. V její úvodní části se hovoří o slovanských kmenech, které se vážou k Rusům.
Od 6. století se další skupina Slovanů přesunula z Pomořanska na severovýchod Baltského moře, kde se setkala s Varjagy z (zřejmě) Ruského chanátu a založila důležité centrum Novgorod. Stejná slovanská etnická populace osídlila také dnešní tverskou oblast a region v okolí Belozersku. S uralským substrátem utvořili kmeny Krivičů a Ilmenských Slovanů.
Vývoj Rusů byl nadále spojen s Moskevskou Rusí. Na etnogenezi Rusů se podílely i neslovanské složky, (nejprve zejména ugrofinské a baltské po masivní územní expanzi Ruského impéria též další, jako mongoloidní a turkické), které byly Rusy asimilovány.

### 13.–20. století

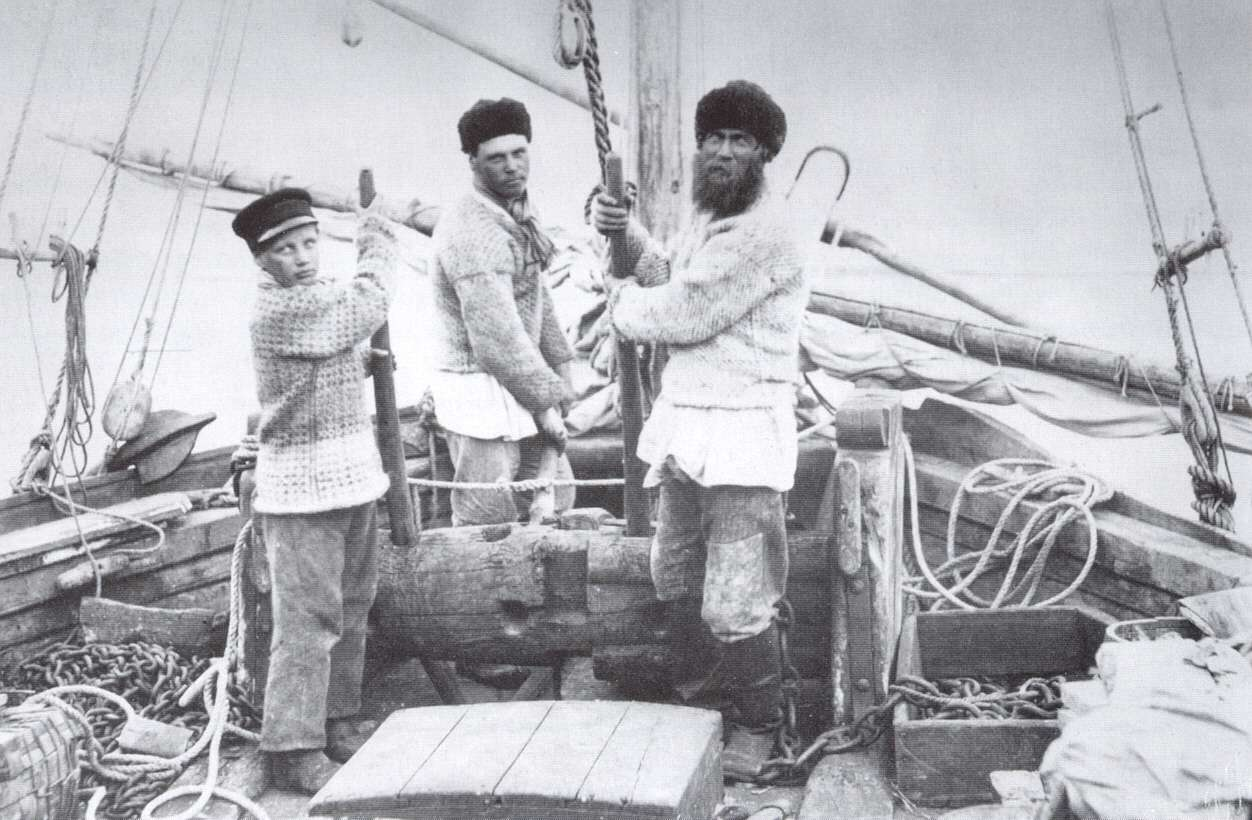
Ruské arktické pobřeží od Bílého moře po Beringův průliv bylo prozkoumáno a osídleno Pomory, ruskými osadníky z Novgorodu.

Po rozpadu Kyjevské Rusi na řadu ruských knížectví a po vpádu Mongolů na východní Rusi vzniká základ moskevského státu. Z vladimirského knížectví se centrum moci brzy přeneslo do Moskvy, centra Moskevského velkoknížectví. Přes nadvládu mongolské Zlaté hordy se částečně dařilo posilovat jeho postavení, k vítězným hrdinům ruské historie patří Alexandr Něvský a Dmitrij Donský. Hlavní roli při formování ruského národa měli potomci kmenů severovýchodní Rusi – Ilmeňští Slované, Kriviči, Vjatiči a jiní.
V 15. století začali Rusové osídlovat stepi v oblasti Povolží a severního Kavkazu a v 16. století Sibiř (kozáci). Během procesu osidlování těchto oblastí byly asimilovány ugrofinské kmeny žijící na území Východoevropské nížiny. Na základě tohoto faktu (asimilace), někteří polští historici (např. Franciszek Henryk Duchiński) usuzovali, že Rusové vůbec nepatří k Slovanům. Tato teorie má však od samého počátku politické a ne vědecké základy. Přesto má následovníky. Souvislost mezi jednotlivými etniky Staré Rusi a vliv samotného národa Rusů, Ukrajinců a Bělorusů na tuto teorii je diskutabilní a v současnosti zpolitizovaný.
Ještě na přelomu 19.–20. století Rusové znali trojí rozdělení etnografických skupin (Velkorusové, Malorusové, Bělorusové) uváděné v titulatuře ruských carů. Jako čtvrtá skupina byli někdy uváděni Rusíni. Již v této době však historici rozeznávali dostatečné odlišnosti mezi těmito třemi etnografickými skupinami na to, aby je mohli označit za zvláštní národy. V důsledku dalšího prohlubování rozdílů a národního obrození Ukrajinců a Bělorusů se tyto dva národy přestaly označovat pojmem "Rusové" (rusky русские). Od té doby se pojem se používal pouze ve spojitosti s Rusy.
V současnosti je obyčejně termínem "Velkorusové" označováno obyvatelstvo předrevolučního Ruska (do roku 1917).[zdroj?]

### Moderní doba

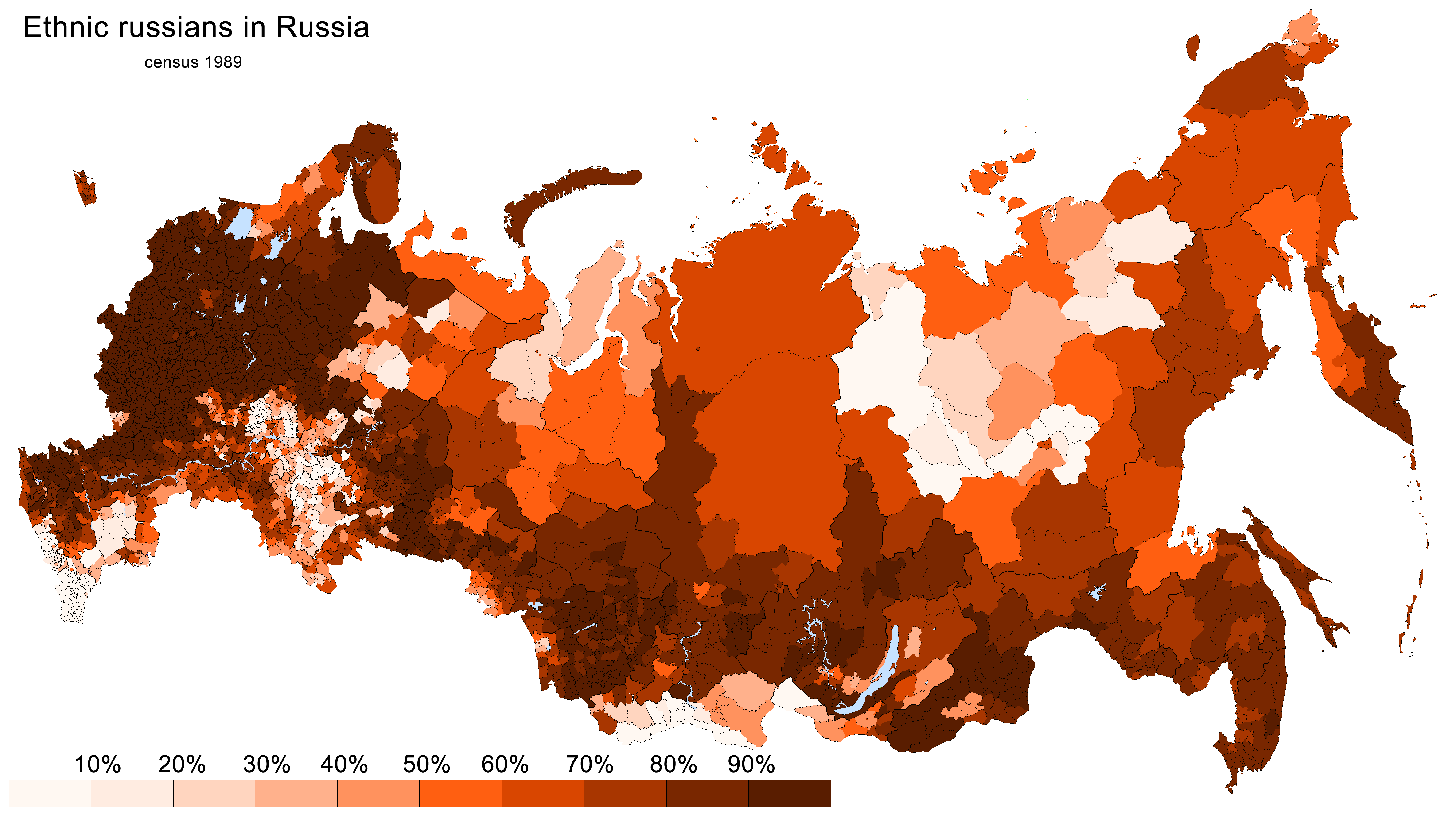
Podíl etnických Rusů v Rusku při sčítání v roce 1989

Ve 20. století ruský národ prožíval jedno z nejtěžších období své historie. V důsledku vypuknutí Ruské občanské války (1918–1922) a následném nastolení vlády komunistické strany těsně po skončení první světové války Rusko opustilo mnoho obyvatel. První světová válka a následná občanská válka, protibolševické rebelie jako tambovské povstání, a hladomor v Povolží si vyžádaly miliony obětí. Do roku 1956 všechny národy SSSR trpěly v důsledku pronásledování ideologických odpůrců sovětského režimu. Miliony Rusů zahynuly během stalinského teroru, při hladomoru v letech 1932–33 (např. část rodiny Michaila Gorbačova) nebo v táborech nucených prací systému gulag. Rusové, ale i další národy evropské části SSSR, byli v tomto období velmi často používáni jako mobilní pracovní síla a vysílání do všech koutů země, jelikož byli podstatně ochotnější pracovat i mimo své svazové republiky.
Mnoho Rusů zahynulo v období druhé světové války během bojů na východní frontě v letech 1941–1945, kde zahynulo přes 5 756 000 vojáků ruské národnosti. Kromě civilistů v oblastech bojů, např. při 872 dní dlouhém obležení Leningradu, velké množství etnických Rusů zahynulo i v okupovaných oblastech, kde německé okupační síly zacházely s civilním obyvatelstvem obzvlášť krutě. Celkem zahynulo až 9 milionů ruských civilistů. Nacistický Generalplan Ost počítal po vítězné válce se Sovětským svazem s genocidou Rusů a dalších slovanských národů.
V 90. letech 20. století bylo ruské obyvatelstvo často diskriminováno, a to nejen na území bývalých republik SSSR (Pobaltí, Ázerbájdžán, Uzbekistán, Kazachstán)[zdroj?], ale také v samotném Rusku (Čečensko, Adygejsko, Jakutsko)[zdroj?]. Podle historika Luďka Navary Rusové konec studené války vnímali tak, že ji neprohráli, ale že je zradili politici.

## Osobnosti

Ruská populace ve světě

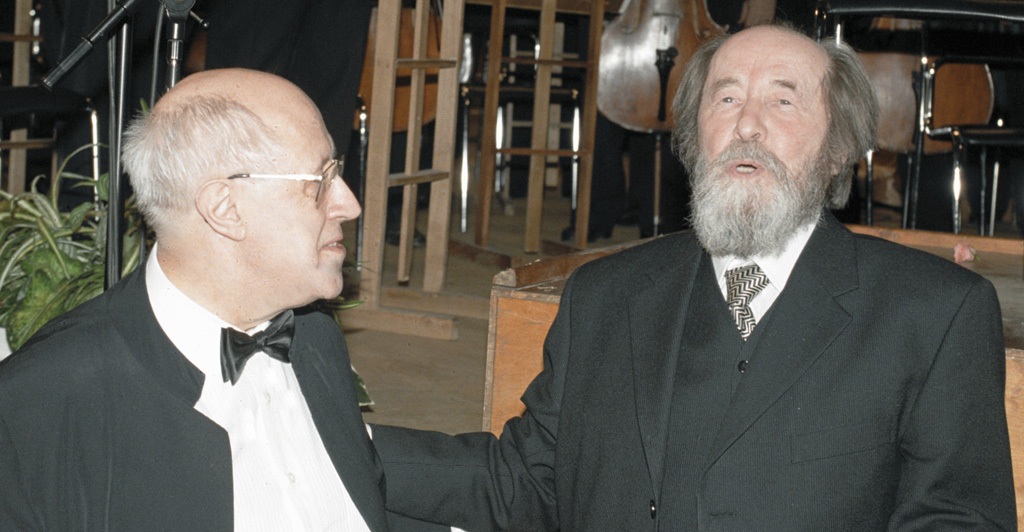
Mstislav Rostropovič a Alexandr Solženicyn v roce 1998

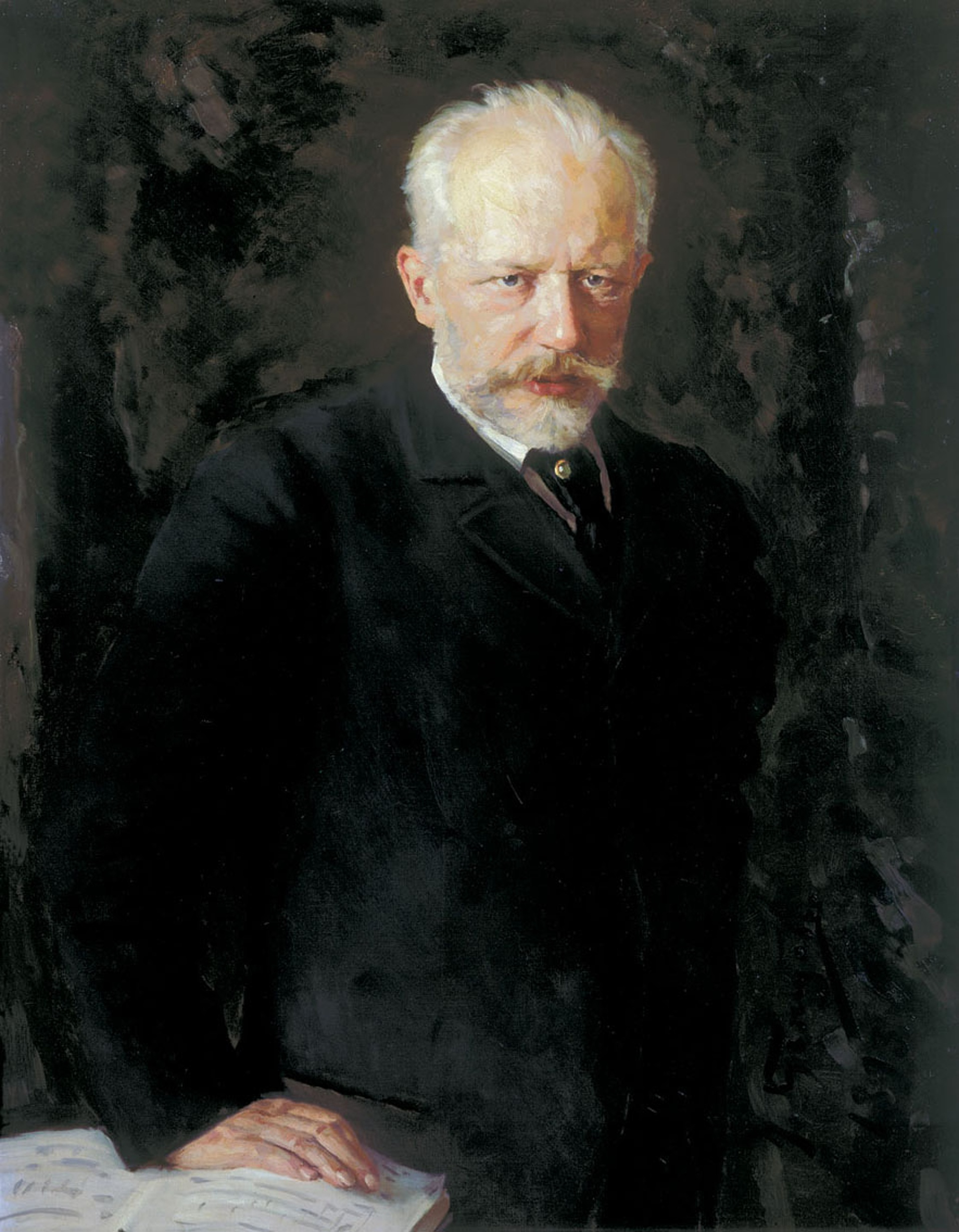
Petr Iljič Čajkovskij

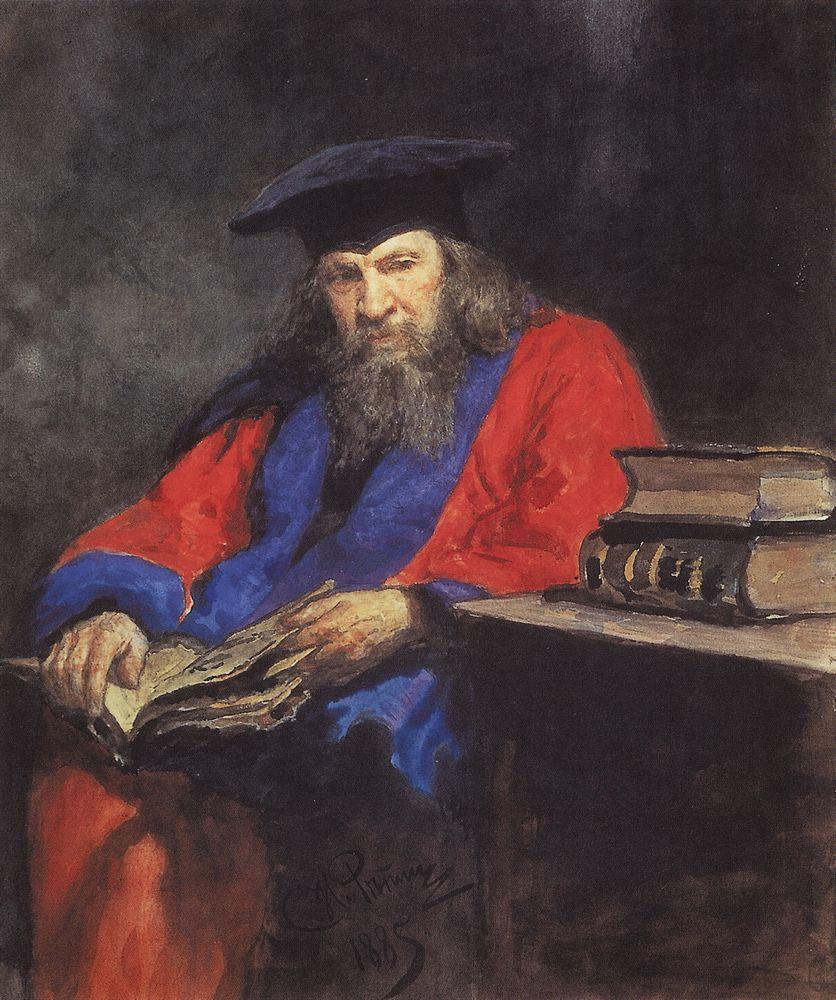
Portrét D. I. Mendělejeva od Iljy Repina

K nejslavnějším Rusům patří první muž ve vesmíru Jurij Gagarin a raketový konstruktér Sergej Koroljov. První ženou ve vesmíru byla rovněž Ruska, Valentina Těreškovová. Proslulými leteckými konstruktéry byli Andrej Nikolajevič Tupolev, Sergej Iljušin a Oleg Antonov. Jako konstruktér pěchotních zbraní se celosvětově proslavil Michail Kalašnikov.
Ke klasikům světové literatury bezpochyby patří Lev Nikolajevič Tolstoj, Alexandr Sergejevič Puškin, Fjodor Michajlovič Dostojevskij a dramatik Anton Pavlovič Čechov. Spisovatelé Josif Brodskij, Michail Alexandrovič Šolochov, Alexandr Solženicyn, Ivan Alexejevič Bunin a Boris Leonidovič Pasternak získali Nobelovu cenu za literaturu. K národním klasikům patří také Vladimir Nabokov, Maxim Gorkij, Ivan Sergejevič Turgeněv, Anna Andrejevna Achmatovová, Michail Jurjevič Lermontov, Michail Bulgakov, Sergej Alexandrovič Jesenin, Vladimir Vladimirovič Majakovskij, Marina Cvětajevová, Ivan Alexandrovič Gončarov či bajkař Ivan Andrejevič Krylov. Hranice své země překročil také věhlas autorů jako je Alexandr Alexandrovič Blok, Fjodor Ivanovič Ťutčev, Osip Mandelštam, Alexandr Kuprin, Vasilij Andrejevič Žukovskij, Alexandr Nikolajevič Ostrovskij, Nikolaj Alexejevič Někrasov, Andrej Andrejevič Vozněsenskij či Andrej Bělyj. V Petrohradu se narodila americká spisovatelka Ayn Randová. Klasiky sci-fi jsou Alexej Nikolajevič Tolstoj, Jevgenij Zamjatin či Arkadij a Boris Strugačtí.
Nejslavnějšími hudebními skladateli jsou Petr Iljič Čajkovskij, Igor Fjodorovič Stravinskij, Nikolaj Andrejevič Rimskij-Korsakov, Dmitrij Šostakovič, Modest Petrovič Musorgskij a Sergej Rachmaninov. Vývoj ruské hudby významně ovlivnili též Alexandr Nikolajevič Skrjabin, Milij Alexejevič Balakirev, Alexandr Glazunov či Dmitrij Kabalevskij. Legendárními písničkáři byli Vladimir Vysockij a Bulat Okudžava. Mezi interprety vynikli violoncellista Mstislav Rostropovič či operní pěvci Fjodor Ivanovič Šaljapin, Dmitrij Hvorostovskij a Anna Netrebko. Představiteli ruského popu jsou Valerij Leontijev, Alla Pugačova, Viktor Coj či duo Tatu (Lena Katinová, Julia Volkovová).
Zakladatelem proslulé skupiny Ruský balet byl Sergej Ďagilev. Jeho dvorním scénografem byl Léon Bakst. Anna Pavlovová a Maja Plisecká jsou legendárními baletními tanečnicemi. Divadelní pedagogiku zásadně ovlivnil Konstantin Sergejevič Stanislavskij.
Nejslavnějšími ruskými malíři jsou Vasilij Kandinskij, Ilja Repin, Kazimir Malevič, Ivan Ajvazovskij, Andrej Rublev, Ivan Ivanovič Šiškin, Viktor Michajlovič Vasněcov, Ivan Nikolajevič Kramskoj, Vasilij Perov, Nikolaj Konstantinovič Rerich, El Lisickij a Isaak Iljič Levitan.
Nejslavnějšími filmovými režiséry jsou Sergej Michajlovič Ejzenštejn, Andrej Tarkovskij a Nikita Michalkov. Klasikem dokumentárního filmu je Dziga Vertov.
K nejdůležitějším politickým postavám carského Ruska patřili Ivan IV. Hrozný, Petr I. Veliký, Kateřina II. Veliká, Alexandr II. Nikolajevič, Alexandr Něvský a premiér Pjotr Stolypin. Zakladatelem narodnického hnutí byl Alexandr Ivanovič Gercen. Klíčovými představiteli anarchismu 19. století byli Michail Alexandrovič Bakunin a Petr Kropotkin. Zakladatelem Sovětského svazu byl Vladimir Iljič Lenin a jeho posledním vůdcem Michail Gorbačov. Klíčovou politickou postavou postsovětského Ruska je Vladimir Putin. Disident Andrej Dmitrijevič Sacharov je nositelem Nobelovy ceny za mír. Nejslavnějším ruským vojevůdcem druhé světové války byl Georgij Konstantinovič Žukov, v 18. století se vojenským hrdinou stal Alexandr Vasiljevič Suvorov.
V Moskvě se narodil i zakladatel Googlu Sergey Brin. Proslulým zlatníkem a autorem „vajec“ pro carskou rodinu byl baltský Němec Carl Fabergé.
Pilíři ruské vědy jsou Dmitrij Ivanovič Mendělejev, Ivan Petrovič Pavlov, Michail Lomonosov a Konstantin Eduardovič Ciolkovskij. Pavlov získal i Nobelovu cenu, stejně jako Pjotr Leonidovič Kapica, Andre Geim, Konstantin Novoselov, Alexej Alexejevič Abrikosov, Vitalij Lazarevič Ginzburg, Ilja Prigogine, Nikolaj Gennadijevič Basov, Alexandr Michajlovič Prochorov, Pavel Alexejevič Čerenkov, Igor Jevgeněvič Tamm, Ilja Frank, Nikolaj Nikolajevič Semjonov a Ilja Iljič Mečnikov. K dalším významným osobnostem exaktních a přírodních věd patří Andrej Nikolajevič Kolmogorov, Nikolaj Ivanovič Lobačevskij, Grigorij Perelman, Sofia Kovalevská, Igor Kurčatov, Alexandr Ivanovič Oparin, Andrej Markov, Sergej Prokudin-Gorskij, Pafnutij Lvovič Čebyšev, Alexandr Fridman, Alexandr Stěpanovič Popov, Vladimir Zvorykin, Nikolaj Vavilov, Vladimir Ivanovič Vernadskij nebo Wladimir Köppen.
V oblasti humanitních a sociálních věd vynikli literární vědci Michail Bachtin a Vissarion Grigorjevič Bělinskij, lingvisté Roman Jakobson a Vladimir Jakovlevič Propp, průkopník moderní pedagogiky Anton Semjonovič Makarenko, sociolog a antropolog Andrej Korotajev, teoretik kultury Anatolij Lunačarskij či historik Nikolaj Michajlovič Karamzin. Nejznámějšími filozofy jsou Nikolaj Berďajev či Vladimir Sergejevič Solovjov. Klíčovými představiteli ruské psychologie a psychiatrie byli Vladimir Michajlovič Bechtěrev, Lev Vygotskij a Alexandr Romanovič Lurija. Leonid Kantorovič a Leonid Hurwicz získali Nobelovu cenu za ekonomii.
Maria Šarapovová byla světovou jedničkou i vítězkou všech grandslamových turnajů, mezi muži byl na první příčce žebříčku ATP Marat Safin. Dvě zlaté ze dvou olympiád má tyčkařka Jelena Isinbajevová, tři zlaté má zápasník Alexandr Karelin. Proslulá je ruská šachová škola, k legendám patří Garri Kasparov, Anatolij Karpov, Vladimir Kramnik, Alexandr Aljechin, Michail Botvinnik, Michail Tal nebo Boris Spasskij. Nejslavnějším ruským fotbalistou a držitelem Zlatého míče byl brankář Lev Jašin. Mimořádných úspěchů dosáhli Rusové v hokeji. Z velké části za nimi stál náročný trenér Viktor Tichonov. Slavnou pětku snů čili tzv. „green line“ tvořili Igor Larionov, Sergej Makarov, Vladimir Krutov, Vjačeslav Fetisov a Alexej Kasatonov. Nejslavnějším brankářem byl Vladislav Treťjak.